# 保司
保司（ほうし）とは中世期の日本において国衙領の一種である保を管理する在庁官人を指す。
保については荘園の小さなものを指す説もあるが、元来天領を指し、私領を庄と呼ぶことに対して用いられた。吾妻鏡によれば、文治二年（1186年）閏七月二十二日源頼朝は平康頼を阿波国の天領麻植（おえ）保の保司に任命した記録が残されている。この記述に従うと、麻植保から上がる年貢は、宮中にある内蔵寮へ納める事になる。